# Tetrastichus clito
Tetrastichus clito är en stekelart som först beskrevs av Walker 1840.  Tetrastichus clito ingår i släktet Tetrastichus och familjen finglanssteklar. Arten är reproducerande i Sverige. Inga underarter finns listade i Catalogue of Life.